# Zajemalni kopač
Zajemalni kopač (angleško power shovel) je vrsta ekskavatorja z veliko zajemalno žlico. Uporabljajo se v rudarstvu in velikih gradbenih projektih. Po navadi so na dizelski ali električni pogon. So moderni nasledniki parnih kopačev.
Kopač je nameščen na rotirajoči platformi, na kateri se nahaja tudi pogonski stroj. Vse skupaj z žlico se lahko rotira 360 stopinj. Kopač ima drog (ang. boom), ki ima na koncu nameščeno zajemalko (ang. bucket). Na zadnjem delu nameščeno protiutež, da se ne prevrne. Največkrat je nameščen na gosenicah za večjo mobilnost. Veliki kopači so zaradi velikih dimenzij zgrajeni na mestu kopa in ne morejo uporabljati navadnih cest.
Zajemalne kopače se uporablja za odstranjevanje vrnhjih plasti zemlje in kamenja nad rudo, pa tudi za nakladanje premoga, rudnin in pri velikih ekskavatorskih projektih.
Kapacitete modernih kopačev so od 8 do 140 m3.

## Zajemalni kopači
| Razvrstitev | Kapaciteta zajemalke (m3/yd3) | Teža stroja (v tonah) | Tip                 | Ime              | Vstop v uporabo | Razstavljen    |
| ----------- | ----------------------------- | --------------------- | ------------------- | ---------------- | --------------- | -------------- |
|             | 50/65                         | 2 750                 | Marion 5760         | The Mountaineer  | 1956            | 1988           |
|             | 138/180                       | 15 000                | Marion 6360         | The Captain      | 1965            | 1992           |
|             | 107/140                       | 9 350                 | Bucyrus Erie 3850B  | River King       | 1964            | 1993           |
|             | 99/130                        | 6 850                 | Bucyrus Erie 1950B  | GEM of Egypt     | 1967            | 1991           |
|             | 96/125                        | 9 338                 | Marion 5960         | Big Digger       | 1969            | 1989           |
|             | 88/115                        | 6 950                 | Bucyrus Erie 3850B  | The Big Hog      | 1962            | 1985 (nesreča) |
|             | 80/105                        | 7 200                 | Bucyrus Erie 1950B  | The Silver Spade | 1965            | 2007           |
|             | 69/90                         | 5 220                 | Bucyrus-Erie 1850-B | Big Brutus       | 1962            | Ohranjen       |